# ビッチェズ・ブリュー
『ビッチェズ・ブリュー』（Bitches Brew）とは、ジャズ・トランペット奏者マイルス・デイヴィスが1970年に発表した2枚組のアルバム。
前作『イン・ア・サイレント・ウェイ』に引き続き、エレクトリック・ジャズ路線を押し進めた内容で、「フュージョン」と呼ばれるジャンルを確立した、ジャズ史上最も革命的な作品の一つとみなされている。マイルスのアルバムとしては初めて、本国アメリカでゴールド・ディスクに達し、総合チャートのBillboard 200で自身唯一のトップ40入りを果たした。その後も売れ続け、『カインド・オブ・ブルー』と並ぶマイルス最大のヒット作と言われている。
『ローリング・ストーン』誌が選んだ「オールタイム・グレイテスト・アルバム500」（2020年版）において87位にランクインした。
1998年11月24日に、『ザ・コンプリート・ビッチェズ・ブリュー・セッションズ』（本アルバムで使用した1970年2月までのスタジオセッションを収録したCD4枚組ボックスセット）がコロムビア・レコードから発売された。

## 解説
ほぼ全編16ビートを基調としており、単にエレクトリック楽器を使ったというだけでなく、リズム面でもジャズ界に革命をもたらした作品。よく「ジャズとロックを融合した先駆的なアルバム」と言われるが、音楽的にはファンクからの影響も強い。ドラマー2人とパーカッション奏者2人を起用することで、多彩なリズムを積み重ねていった。マイルスが1970年代に制作・発表したアルバムはおおむね、本作の路線を継承している。
27分に及ぶ「ビッチェズ・ブリュー」を筆頭に、どの曲も10分を超える大作となっている。唯一「ジョン・マクラフリン」のみ5分未満だが、これは、「ビッチェズ・ブリュー」があまりに長いため、プロデューサーのテオ・マセロが一部を切り取り、単体の楽曲として独立させたもの。タイトル通り、ジョン・マクラフリンのギターが中心となっている。また、全ての曲がテオ・マセロにより緻密な編集が施され、その結果、他のクロスオーヴァー系アーティストのスタジオ録音とは一線を画す独自の実験性が反映されることとなった。
メンバーは、前作『イン・ア・サイレント・ウェイ』にも参加した面々を中心に、マイルス・バンドの新ドラマーとなるジャック・ディジョネットや、リターン・トゥ・フォーエヴァーでも知られるレニー・ホワイト、後にジャコ・パストリアスと活動するドン・アライアス等も加えた、大編成となっている。後のフュージョン・シーンで活躍する名プレイヤー達が群雄割拠した作品とも言える。なお、本作はウェイン・ショーター在籍時としては最後のスタジオ・アルバムで、ウェインはその後、ジョー・ザヴィヌルと共にウェザー・リポートを結成。

## ボーナス・トラック
CDでは、ウェイン・ショーター作曲の「フェイオ」が追加されているが、これは1970年1月に行われた、全く別のセッションで録音されたもの。メンバーも多少異なり、レニー・ホワイトやハーヴェイ・ブルックス等は不参加で、後にマハヴィシュヌ・オーケストラに参加するビリー・コブハム（ドラム）や、第一期リターン・トゥ・フォーエヴァーに参加するアイアート・モレイラ（パーカッション）が参加。

## 収録曲
記載ない曲の作曲は、すべてマイルス・デイヴィス。

### LP 収録曲

#### Record 1, Side 1
1. "ファラオズ・ダンス / Pharaoh's Dance" -（ジョー・ザヴィヌル）–  20:07

#### Record 1, Side 2
1. "ビッチェズ・ブリュー / Bitches Brew" - 27:00

#### Record 2, Side 1
1. "スパニッシュ・キー / Spanish Key" – 17:30
2. "ジョン・マクラフリン / John McLaughlin" – 4:23

#### Record 2, Side 2
1. "マイルス・ランズ・ザ・ヴードゥ・ダウン / Miles Runs The Voodoo Down" – 14:03
2. "サンクチュアリ / Sanctuary" – (ウェイン・ショーター) - 10:54

### 1999年6月 再発CD収録曲

#### ディスク1
1. "ファラオズ・ダンス / Pharaoh's Dance" -（ジョー・ザヴィヌル）–  20:03
2. "ビッチェズ・ブリュー / Bitches Brew" - 26:58

#### ディスク2
1. "スパニッシュ・キー / Spanish Key" – 17:32
2. "ジョン・マクラフリン / John McLaughlin" – 4:24
3. "マイルス・ランズ・ザ・ヴードゥ・ダウン / Miles Runs The Voodoo Down" – 14:02
4. "サンクチュアリ / Sanctuary" – (ウェイン・ショーター) - 10:55
5. "フェイオ / Feio" - (ウェイン・ショーター) - 11:49

## 演奏メンバー
- マイルス・デイヴィス - トランペット
- ウェイン・ショーター - ソプラノ・サックス
- ベニー・モウピン - バスクラリネット
- ジョン・マクラフリン - エレクトリックギター
- ジョー・ザヴィヌル - エレクトリックピアノ（左チャンネル）
- チック・コリア - エレクトリックピアノ（右チャンネル）
- ラリー・ヤング - エレクトリックピアノ（on「ファラオズ・ダンス」「スパニッシュ・キー」）
- デイヴ・ホランド - アコースティックベース
- ハーヴェイ・ブルックス - エレクトリックベース
- レニー・ホワイト - ドラム（左チャンネル）
- ジャック・ディジョネット - ドラム（右チャンネル）
- ドン・アライアス - ドラム（on「マイルス・ランズ・ザ・ヴードゥー・ダウン」）、コンガ
- ジム・ライリー - パーカッション

## 制作メンバー
- プロデューサー - テオ・マセロ
- レコーディング・エンジニア - Frank Laico (「ビッチェズ・ブリュー」,「ジョン・マクラフリン」,「サンクチュアリ」), Stan Tonkel (「ファラオズ・ダンス」,「スパニッシュ・キー」,「マイルス・ランズ・ザ・ヴードゥ・ダウン」,「フェイオ」)
- ミキシング、マスタリング・エンジニア - Mark Wilder
- カバー画 - マティ・クラーワイン[9]
- 再発プロデューサー - Bob Belden、Michael Cuscuna

## リリース後のライヴ活動
マイルスは、本作が発表されると、敢えてロック・ファンを視野に入れたライヴを行った。1970年6月後半には、チック・コリア、デイヴ・ホランド、ジャック・ディジョネット、アイアート・モレイラ、新たに加入したキース・ジャレット（オルガン）とスティーヴ・グロスマン（テナー・サックス）を従え、ロックの殿堂として知られる「フィルモア・イースト」に4日連続出演。本作からは「ビッチェズ・ブリュー」や「サンクチュアリ」が演奏された。この模様は、後に2枚組ライヴ・アルバム『マイルス・アット・フィルモア』として発売される。
更に同年8月29日には、サックス奏者がゲイリー・バーツに交替した布陣で、ワイト島音楽祭に出演。この年では、ジミ・ヘンドリックスやザ・フーの出演が話題で、また、EL&Pの実質的なデビュー・ライブとしても知られる。マイルスは、『ビッチェズ・ブリュー』からの3曲も含むメドレーを演奏した。そのタイトルは「Call It Anything」。「どうとでも呼んでくれ」という意味で、マイルスらしいアイロニーと言える。この時の演奏は、オムニバスCD『ワイト島1970』に収録されたが、マイルス名義のアルバムには、未収録（1987年、フランス制作のコンピレーション・アルバム『ISLE OF WIGHT』にショート・ヴァージョンが収録されたが、すぐに廃盤となりCD化もされていない）だった。その後2009年発売のボックス・セット『Miles Davis:The Complete Columbia Album Collection』にフル・ヴァージョンが初収録され、2011年発表のライヴ・アルバム『ビッチェズ・ブリュー・ライヴ』に1969年のニューポート・ジャズ・フェスティバルのライヴの音源と共に収録された。また、DVD『マイルス・エレクトリック』で、映像も含めて入手可能となった。